# De lege ferenda
Postulat de lege ferenda – postulat przedstawicieli nauk prawnych, w której określa się zmiany, jakie powinno się przeprowadzić w dotychczasowym stanie prawnym.